# Кузьмичёв, Дмитрий Владимирович
Дмитрий Владимирович Кузьмичёв (18 апреля 1952) — советский и российский футбольный тренер.

## Биография
В футбол на уровне команд мастеров играл во второй лиге первенства СССР в 1977—1979 годах за клубы «Сатурн» Рыбинск, «Красная Пресня» Москва и «Наримановец» Хорезмская область.
Работал тренером в командах СКА (Хабаровск) (1984—1985), «Красная Пресня» (1986—1988), «Факел» Воронеж (1989). В 1989—1992 — тренер юношеской сборной СССР 1974—1975 г. р.. Затем работал в командах чемпионата Бахрейна «Аль-Мухаррак» (1992, тренер), «Рас-Румман» (1993, главный тренер), «Бусайтин» (1994, тренер-консультант). В 1995—1997 — главный тренер латвийского клуба «Динабург» Даугавпилс. Потом вновь работал главным тренером в клубах Ближнего Востока «Дофар» (Оман, 1997—1998), «Аль-Наср» Салала (Оман, 1998—2000), «Эш-Шамаль» (Катар, 2001—2002), «Оман Клуб» (Оман, 2003—2004).
В 2005 — старший тренер МТЗ-РИПО Минск (Белоруссия), в 2005 главный тренер «Динабурга», в 2006 — тренер «Шинника» Ярославль, в 2007—2009 — тренер-селекционер «Сатурна» (Раменское), в 2011—2012 — тренер-селекционер ФК «Химки».

## Достижения
- Чемпион Омана: 1998
- Обладатель Кубка Омана: 1998
- Обладатель Суперкубка Омана: 2000
- Чемпионат Латвии:

Серебряный призёр: 1995
Бронзовый призёр: 1996, 1997
- Финалист Кубка Латвии: 1997
- Победитель Мемориала Гранаткина: 1990
- Обладатель Кубка Федерации футбола Западной Азии: 1992
- Участник финальной стадии Лиги чемпионов стран Персидского залива: 1992, 2000